# 154938 Besserman
154938 Besserman è un asteroide della fascia principale. Scoperto nel 2004, presenta un'orbita caratterizzata da un semiasse maggiore pari a 3,0919076 UA e da un'eccentricità di 0,1841198, inclinata di 0,58882° rispetto all'eclittica.